# 蒂姆·克莱因丁斯特
提姆·克萊因迪恩斯特（德語：Tim Kleindienst；1995年8月31日—）是一位德國足球運動員。在場上的位置是前鋒。現在效力於德甲球隊慕遜加柏體育會及德國國家足球隊。他也曾代表德國U20國青隊參賽。

## 外部連結
- Soccerway資料庫：蒂姆·克莱因丁斯特